# Saeco (equip ciclista)
L'equip Saeco va ser un equip ciclista italià, d'origen sanmarinès, de ciclisme en ruta que va competir entre 1989 a 2004.

## Història
L'equip es fundà el 1989, a San Marino amb el nom de Verynet-FNT-Juvenes San Marino, sent gestionat per l'AS Juvenes.
De 1990 a 1991 el principal patrocinador va ser GIS Gelati, i del 1992 al 1995 va ser Mercatone Uno. No té res a veure amb l'equip Mercatone Uno creat més tard.
El 1996 ja va arribar Saeco, empresa dedicada als electrodomèstics, i dos anys més tard ja va adquirir la llicència italiana.
El 2004 l'equip va desaparèixer al fusionar-se amb el Lampre.
Entre els nombrosos ciclistes que hi han militat destaquen Mario Cipollini, Ivan Gotti, Gilberto Simoni, Damiano Cunego o Danilo Di Luca entre d'altres.

## Principals resultats

### Clàssiques
- Milà-Torí: Francesco Casagrande (1994), Mirko Celestino (2001, 2003)
- Campionat de Zuric: Laurent Dufaux (2000)
- Fletxa Valona: Igor Astarloa (2003)
- Volta a Llombardia: Danilo Di Luca (2004)

### Curses per etapes
- Tirrena-Adriàtica: 1996 (Francesco Casagrande), 1997 (Roberto Petito)
- Volta al País Basc: 1996 (Francesco Casagrande)

### A les grans voltes
- Giro d'Itàlia
  - 15 participacions (1990, 1991, 1992, 1993, 1994, 1995, 1996, 1997, 1998, 1999, 2000, 2001, 2002, 2003, 2004)
  - 27 victòries d'etapa:
    - 3 el 1993: Adriano Baffi (3)
    - 6 el 1997: Mario Cipollini (5), Ivan Gotti
    - 4 el 1998: Mario Cipollini (4)
    - 1 el 2000: Mario Cipollini
    - 4 el 2001: Mario Cipollini (4)
    - 1 el 2002: Gilberto Simoni
    - 1 el 2003: Gilberto Simoni
    - 5 el 2004: Damiano Cunego (4), Gilberto Simoni

  - 3 classificacions finals:
    - : Ivan Gotti (1997), Gilberto Simoni (2003), Damiano Cunego (2004)

  - 2 classificacions secundàries:
    -  Classificació per punts: Mario Cipollini (1997), Gilberto Simoni (2003)

- Tour de França
  - 9 participació (1994, 1995, 1996, 1997, 1998, 1999, 2000, 2003, 2004)
  - 9 victòries d'etapa:
    - 2 el 1998: Mario Cipollini (2)
    - 3 el 1999: Mario Cipollini (4), Salvatore Commesso
    - 1 el 2000: Salvatore Commesso
    - 1 el 2003: Gilberto Simoni

  - 0 classificacions secundàries:

- Volta a Espanya
  - 13 participacions (1992, 1993, 1994, 1995, 1996, 1997, 1998, 1999, 2000, 2001, 2002, 2003, 2004)
  - 2 victòries d'etapa:
    - 1 el 1992: Enrico Zaina
    - 1 el 1994: Simone Biasci
    - 1 el 2000: Danilo Di Luca

  - 0 classificacions secundàries:

### Campionats nacionals
- Campionat d'Itàlia en ruta (3): 1996 (Mario Cipollini), 1999, 2002 (Salvatore Commesso)
- Campionat d'Itàlia en contrarellotge (1): 1995 (Massimiliano Lelli)
- Campionat de Moldàvia en ruta (1): 1999 (Igor Pugaci)
- Campionat de Moldàvia en contrarellotge (3): 1999, 2000, 2001 (Igor Pugaci)
- Campionat de Suïssa en ruta (1): 2001 (Armin Meier)

## Classificacions UCI
Fins al 1998 els equips ciclistes es trobaven classificats dins l'UCI en una única categoria. El 1999 la classificació UCI per equips es dividí entre GSI, GSII i GSIII. D'acord amb aquesta classificació els Grups Esportius II són la segona divisió dels equips ciclistes professionals.
| Temporada | Classificació per equips | Millor ciclista en la classificació individual |
| --------- | ------------------------ | ---------------------------------------------- |
| 1995      | 6è                       | Francesco Casagrande (9è)                      |
| 1996      | 13è                      | Francesco Casagrande (10è)                     |
| 1997      | 5è                       | Francesco Casagrande (8è)                      |
| 1998      | 12è                      | Leonardo Piepoli (34è)                         |
| 1999      | 7è                       | Mario Cipollini (19è)                          |
| 2000      | 17è                      | Laurent Dufaux (31è)                           |
| 2001      | 18è                      | Mario Cipollini (47è)                          |
| 2002      | 16è                      | Danilo Di Luca (13è)                           |
| 2003      | 4t                       | Gilberto Simoni (4t)                           |
| 2004      | 4t                       | Damiano Cunego (1r)                            |